# Faucon-de-Barcelonnette
Faucon-de-Barcelonnette é uma comuna francesa na região administrativa da Provença-Alpes-Costa Azul, no departamento dos Alpes da Alta Provença. Estende-se por uma área de 17,4 km².